# 加蒂奈地区乌苏瓦
加蒂奈地区乌苏瓦（法語：Oussoy-en-Gâtinais，法語發音：[uswa ɑ̃ ɡatinɛ]）是法国卢瓦雷省的一个市镇，位于该省东部，属于蒙塔日区。

## 地理
加蒂奈地区乌苏瓦（47°54'24"N, 2°38'29"E）面积23.23 平方千米，位于法国中央-卢瓦尔河谷大区卢瓦雷省，该省份为法国中北部省份，北起埃松省，西北接厄尔-卢瓦省，西南接卢瓦-谢尔省，南至涅夫勒省和谢尔省，东临约讷省，东北接塞纳-马恩省。
与加蒂奈地区乌苏瓦接壤的市镇（或旧市镇、城区）包括：隆布勒伊、拉库尔马里尼、蒙特罗、皮索河畔圣伊莱尔、蒂莫里、瓦雷讷-尚日、维莫里。

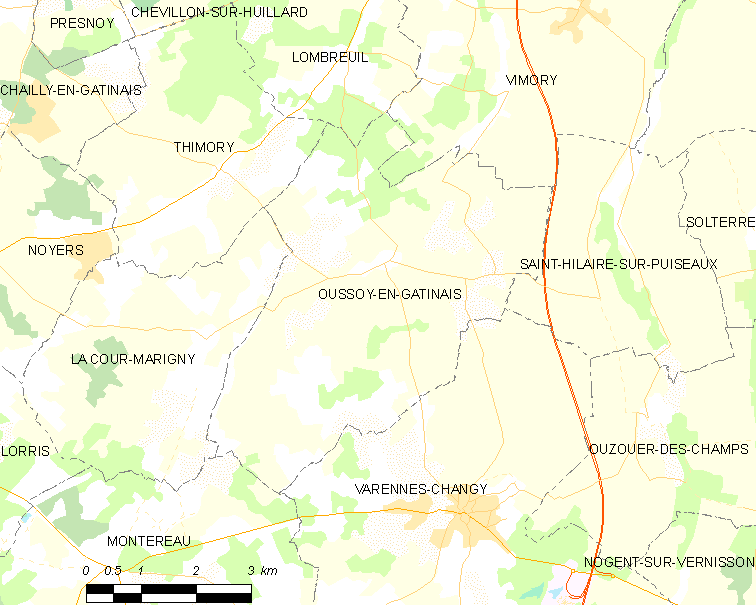
加蒂奈地区乌苏瓦的OSM定位图

加蒂奈地区乌苏瓦的时区为UTC+01:00、UTC+02:00（夏令时）。

## 行政
加蒂奈地区乌苏瓦的邮政编码为45290，INSEE市镇编码为45239。

## 政治
加蒂奈地区乌苏瓦所属的省级选区为洛里斯县。

## 人口

1962-2008年间加蒂奈地区乌苏瓦人口变化图示

加蒂奈地区乌苏瓦于2022年1月1日时的人口数量为423人。